# Lasioglossum aulacophorum
Lasioglossum aulacophorum är en biart som först beskrevs av Embrik Strand 1913.  Lasioglossum aulacophorum ingår i släktet smalbin, och familjen vägbin. Inga underarter finns listade i Catalogue of Life.